# Brabant-le-Roi
Pour les articles homonymes, voir Brabant et ROI.
Brabant-le-Roi est une commune française située dans le département de la Meuse, en région Grand Est.

## Géographie
| Nettancourt | Villers-aux-Vents  | Villers-aux-Vents  |
| Nettancourt | Brabant-le-Roi     | Revigny-sur-Ornain |
| Vroil       | Revigny-sur-Ornain | Revigny-sur-Ornain |

### Hydrographie
La commune est dans la région hydrographique « la Seine de sa source au confluent de l'Oise (exclu) » au sein du bassin Seine-Normandie. Elle est drainée par la Chee, le ruisseau de Nausonce, la Galiotte, le Fossé 01 des Queues de Monthiers, le Fossé 01 du Bois de Brabant, le Fossé 01 du Pré le Char et le ruisseau de Froide Fontaine,.
La Chée, d'une longueur de 69 km, prend sa source dans la commune de Seigneulles et se jette  dans la Saulx à Vitry-en-Perthois, après avoir traversé 21 communes. 

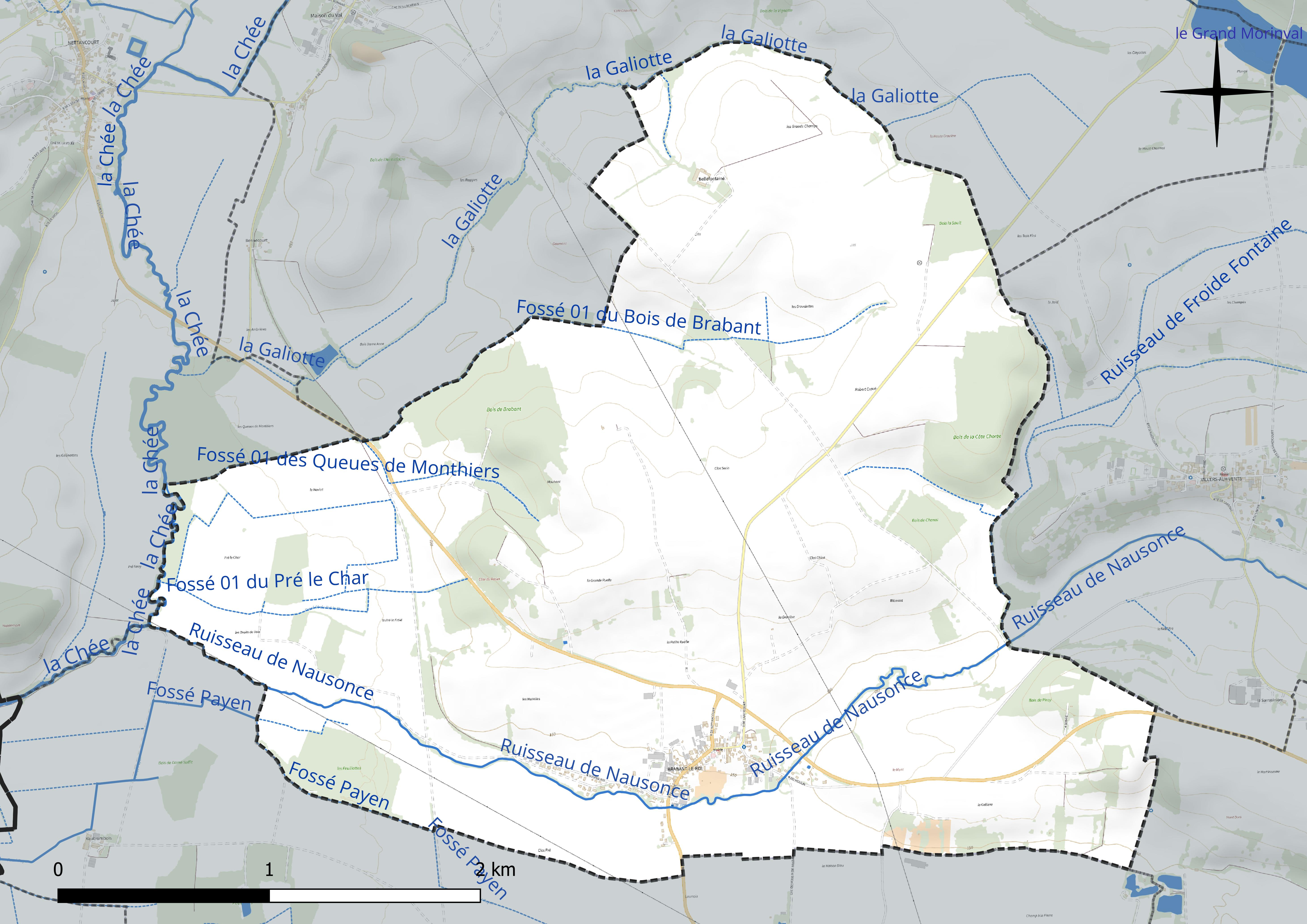
Réseau hydrographique de Brabant-le-Roi.

Le ruisseau de Nausonce, d'une longueur de 18 km, prend sa source dans la commune de Les Hauts-de-Chée et se jette  dans la Chée à Revigny-sur-Ornain, après avoir traversé sept communes. 

### Climat
Pour des articles plus généraux, voir Climat du Grand Est et Climat de la Meuse.
En 2010, le climat de la commune est de type climat des marges montargnardes, selon une étude du Centre national de la recherche scientifique s'appuyant sur une série de données couvrant la période 1971-2000. En 2020, Météo-France publie une typologie des climats de la France métropolitaine dans laquelle la commune est exposée à un climat océanique altéré et est dans la région climatique  Lorraine, plateau de Langres, Morvan, caractérisée par un hiver rude (1,5 °C), des vents modérés et des brouillards fréquents en automne et hiver. 
Pour la période 1971-2000, la température annuelle moyenne est de 10,1 °C, avec une amplitude thermique annuelle de 15,7 °C. Le cumul annuel moyen de précipitations est de 902 mm, avec 13,4 jours de précipitations en janvier et 9,1 jours en juillet. Pour la période 1991-2020, la température moyenne annuelle observée sur la station météorologique de Météo-France la plus proche, « Vassincourt », sur la commune de Vassincourt à 6 km à vol d'oiseau, est de 11,4 °C et le cumul annuel moyen de précipitations est de 871,0 mm. 
La température maximale relevée sur cette station est de 41,7 °C, atteinte le 24 juillet 2019 ; la température minimale est de −17,4 °C, atteinte le 20 décembre 2009,,. 
Les paramètres climatiques de la commune ont été estimés pour le milieu du siècle (2041-2070) selon différents scénarios d'émission de gaz à effet de serre à partir des nouvelles projections climatiques de référence DRIAS-2020. Ils sont consultables sur un site dédié publié par Météo-France en novembre 2022.

## Urbanisme

### Typologie
Au 1er janvier 2024, Brabant-le-Roi est catégorisée commune rurale à habitat dispersé, selon la nouvelle grille communale de densité à sept niveaux définie par l'Insee en 2022.
Elle est située hors unité urbaine. Par ailleurs la commune fait partie de l'aire d'attraction de Bar-le-Duc, dont elle est une commune de la couronne,. Cette aire, qui regroupe 86 communes, est catégorisée dans les aires de 50 000 à moins de 200 000 habitants,.

### Occupation des sols
L'occupation des sols de la commune, telle qu'elle ressort de la base de données européenne d’occupation biophysique des sols Corine Land Cover (CLC), est marquée par l'importance des territoires agricoles (87,2 % en 2018), en diminution par rapport à 1990 (89,4 %). La répartition détaillée en 2018 est la suivante : 
terres arables (48,6 %), prairies (37 %), forêts (9,6 %), zones urbanisées (3,2 %), zones agricoles hétérogènes (1,6 %). L'évolution de l’occupation des sols de la commune et de ses infrastructures peut être observée sur les différentes représentations cartographiques du territoire : la carte de Cassini (XVIIIe siècle), la carte d'état-major (1820-1866) et les cartes ou photos aériennes de l'IGN pour la période actuelle (1950 à aujourd'hui).

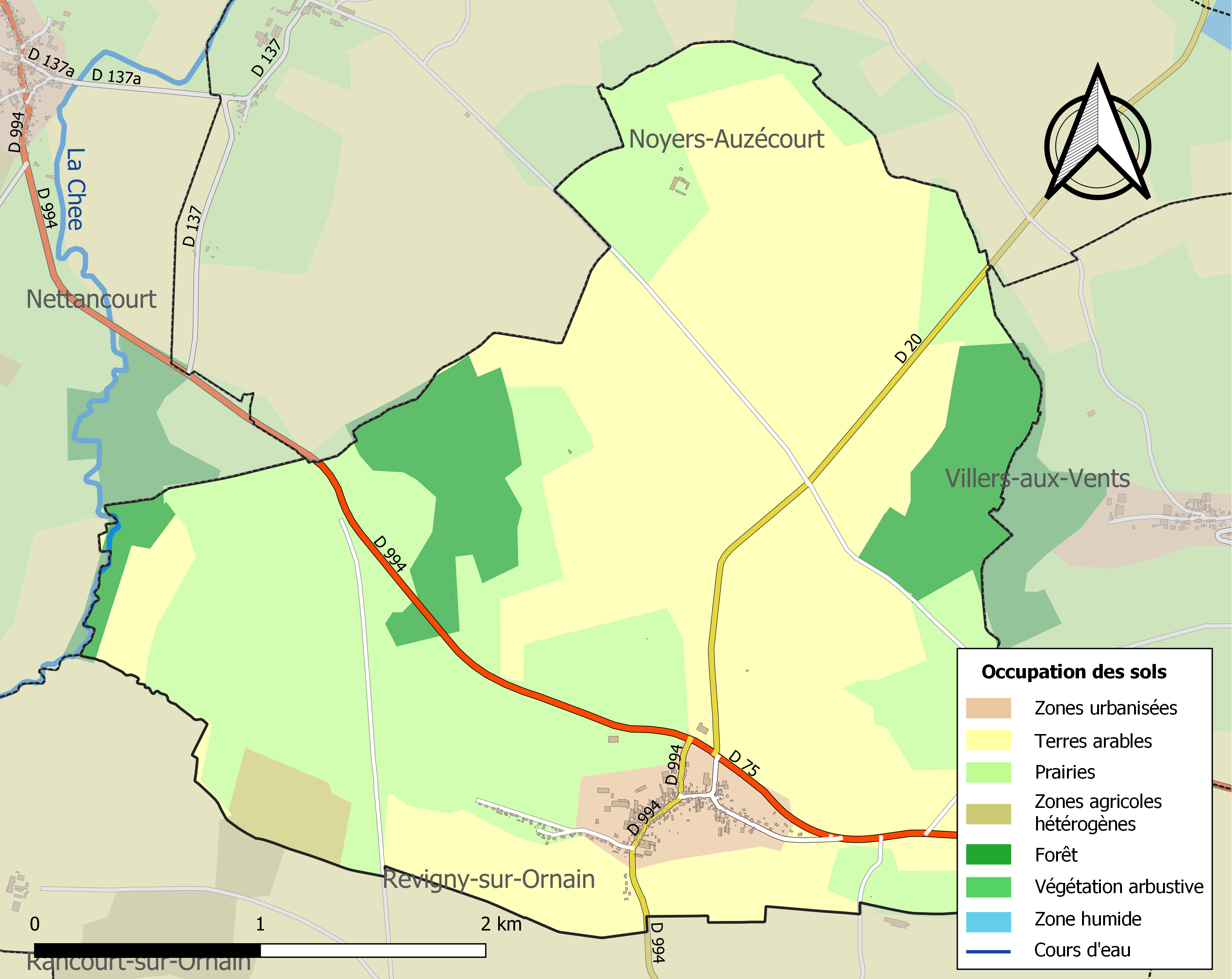
Carte des infrastructures et de l'occupation des sols de la commune en 2018 (CLC).

## Toponymie
Le nom de la localité est attesté sous la forme Braibant vers 1222.

Peut-être du gaulois *bracu « boue » et *banti « région » , qui pourrait être issu du gaulois *band « ordre ». Brabant est d'origine flamande, la forme  wallone régulière est Braibant.

Autrefois paroisse du diocèse de Toul quand la frontière politique coupait en deux sections , Brabant-le-Comte du côté Barrois, Brabant-le-Roi du côté de la France.

## Histoire
Brabant-le-Roi fait notamment partie des villages meusiens totalement rasés lors des combats de 1914-1918. On trouve encore à l'extérieur du village les assises de batteries anti-aériennes qui permirent d'abattre, le 21 février 1916 à 21 h, un zeppelin allemand dont tous les Brabantais se souviennent.

## Politique et administration
| Période                                  | Période  | Identité       | Étiquette | Qualité           |
| ---------------------------------------- | -------- | -------------- | --------- | ----------------- |
| Les données manquantes sont à compléter. |          |                |           |                   |
| mars 2011                                | mai 2020 | Michèle Velty  |           |                   |
| mai 2020                                 | En cours | Gérard Raffner |           | Chef d'entreprise |

## Population et société

### Démographie
L'évolution du nombre d'habitants est connue à travers les recensements de la population effectués dans la commune depuis 1793. Pour les communes de moins de 10 000 habitants, une enquête de recensement portant sur toute la population est réalisée tous les cinq ans, les populations de référence des années intermédiaires étant quant à elles estimées par interpolation ou extrapolation. Pour la commune, le premier recensement exhaustif entrant dans le cadre du nouveau dispositif a été réalisé en 2006.

En 2022, la commune comptait 222 habitants, en évolution de −4,31 % par rapport à 2016 (Meuse : −4,4 %, France hors Mayotte : +2,11 %).
| 1793 | 1800 | 1806 | 1821 | 1831 | 1836 | 1841 | 1846 | 1851 |
| ---- | ---- | ---- | ---- | ---- | ---- | ---- | ---- | ---- |
| 454  | 462  | 454  | 435  | 423  | 397  | 396  | 396  | 394  |

| 1856 | 1861 | 1866 | 1872 | 1876 | 1881 | 1886 | 1891 | 1896 |
| ---- | ---- | ---- | ---- | ---- | ---- | ---- | ---- | ---- |
| 392  | 380  | 391  | 318  | 318  | 332  | 318  | 286  | 255  |

| 1901 | 1906 | 1911 | 1921 | 1926 | 1931 | 1936 | 1946 | 1954 |
| ---- | ---- | ---- | ---- | ---- | ---- | ---- | ---- | ---- |
| 223  | 220  | 225  | 172  | 169  | 193  | 157  | 162  | 190  |

| 1962 | 1968 | 1975 | 1982 | 1990 | 1999 | 2006 | 2011 | 2016 |
| ---- | ---- | ---- | ---- | ---- | ---- | ---- | ---- | ---- |
| 175  | 168  | 325  | 235  | 241  | 234  | 251  | 231  | 232  |

| 2021 | 2022 | - | - | - | - | - | - | - |
| ---- | ---- | - | - | - | - | - | - | - |
| 224  | 222  | - | - | - | - | - | - | - |

## Culture locale et patrimoine

### Lieux et monuments

#### Édifice civils
- Monument aux morts situé en plein centre du village face à l'église en mémoire des habitants morts lors des guerres 14-18 et 39-45.
- Le lavoir datant de la fin du XIXe siècle et rénové récemment par nos dynamiques conseillers municipaux messieurs Roro Bouilly et Théo Rizotto.
- Le ball-trap : lieu très agréable au paysage bocageux où se jouaient autrefois les parties de tir du même nom.
- Le pont romain, situé sur l'ancienne voie romaine, lieu bucolique où viennent rêver les poètes depuis plus de 2000 ans.

#### Édifice religieux

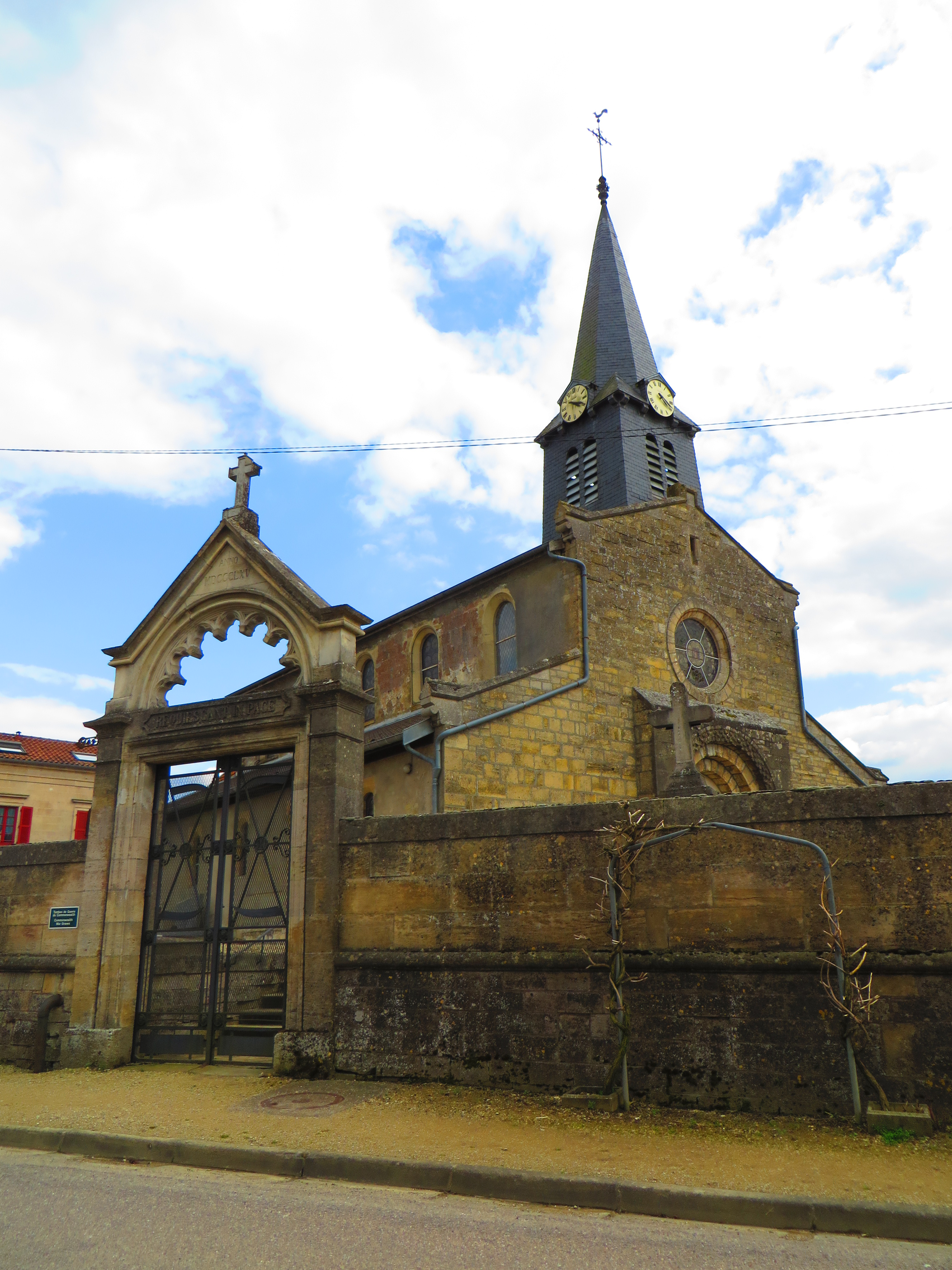
Église Saint-Maurice.

- Église Saint-Maurice dont la façade daterait du XIIe siècle.

### Héraldique
| Blason de Brabant-le-Roi | Blason  | Coupé : au 1er d'azur au sceptre fleurdelisé passé en sautoir avec une croisette recroisetée au pied fiché, surmontés d'un chardon, le tout d'or, au 2e d'or au bouclier de gueules échancré du chef et chargé d'une croix tréflée d'argent. |
| Blason de Brabant-le-Roi | Détails | Création Robert André Louis. Adopté le 11 mars 2015. |